# Tokyo Xtreme Racer 2
Tokyo Xtreme Racer 2, conocido como Shutokō Battle 2 (首都高バトル 2 Shutokō Batoru 2?) en Japón y Tokyo Highway Challenge 2 en Europa, es la secuela de Tokyo Xtreme Racer, que también está en Sega Dreamcast. Tokyo Xtreme Racer 2 se ha mejorado con una mejor calidad de sonido y gráficos en comparación con su predecesor. El juego logró producir dos secuelas más. Es el último juego de la serie que se produjo para Sega Dreamcast. Aunque algunas de las mecánicas del juego se implementaron en Daytona USA 2001.

## Recepción
| Recepción |              |
| --- | ------------ |
| Puntuaciones de reseñas Evaluador Calificación Metacritic 79/100 [ 2 ] Puntuaciones de críticas Publicación Calificación Edge 5/10 [ 3 ] Electronic Gaming Monthly 8/10 [ 4 ] [ 5 ] Famitsu 34/40 [ 6 ] GameFan 88% [ 7 ] [ 8 ] Game Informer 8.5/10 [ 9 ] Game Revolution B− [ 10 ] GameSpot 7.6/10 [ 11 ] GameSpy 8.5/10 [ 12 ] IGN 9.3/10 [ 13 ] |              |
| Puntuaciones de reseñas |              |
| Evaluador | Calificación |
| Metacritic | 79/100       |
| Puntuaciones de críticas |              |
| Publicación | Calificación |
| Edge | 5/10         |
| Electronic Gaming Monthly | 8/10         |
| Famitsu | 34/40        |
| GameFan | 88%          |
| Game Informer | 8.5/10       |
| Game Revolution | B−           |
| GameSpot | 7.6/10       |
| GameSpy | 8.5/10       |
| IGN | 9.3/10       |

El juego recibió "críticas generalmente favorables" según el sitio web de agregación de reseñas Metacritic. Jeff Lundrigan de NextGen dijo en su reseña del juego que la serie Tokyo Xtreme Racer "tiene sus adeptos, y aunque podemos entender claramente la atracción, por la mayor parte no podemos compartirlo". En Japón, Famitsu le dio una puntuación de 34 sobre 40. GamePro dijo que el juego "mejora el original, pero no lo suficiente como para convertirlo en un corredor atractivo. Niños, no intenten esto en casa".

## Secuelas
- En 2001 se creó un port para PlayStation 2 llamado Tokyo Xtreme Racer: Zero, pero con gráficos mejorados y ligeras diferencias en el juego para completar el juego.
- En 2003, Tokyo Xtreme Racer 3 es el tercer juego desarrollado para PlayStation 2. El juego tiene lugar después de los eventos de los juegos anteriores. La respuesta a este juego fue pobre y fue un lanzamiento limitado. El juego fue lanzado en Japón y algunas partes de América del Norte.